# Проигрыватель Windows Media
Прои́грыватель Windows Media (Windows Media Player, сокращённо WMP) — стандартный проигрыватель звуковых и видеофайлов для операционных систем семейства Windows. Версии Windows Media Player были также выпущены для Mac OS, macOS и Solaris, но развитие этих версий с тех пор было прекращено.
В дополнение к проигрывателю Windows Media Player включает в себя возможность копировать музыку с компакт-дисков без исправления ошибок и со смещением, записывать диски в Audio CD формате (тоже со смещением) или в виде дисков с данными с плей-листами, такие, как MP3 CD, синхронизировать файлы мультимедиа с цифровых плееров или других мобильных устройств, и позволяет пользователям покупать музыку из онлайновых музыкальных магазинов. Включает в свой состав библиотеку Windows Media Format.

## О продукте
WMP производится корпорацией Microsoft и прилагается бесплатно к операционным системам семейств Windows. Кроме того, ранние версии прилагались к обозревателю Internet Explorer 4, 5 и 6 версий. Microsoft производила также бесплатные версии этого плеера для других операционных систем, таких, как Mac OS и Solaris, но они уступают версии для Windows по ряду параметров: меньшая функциональность, реже появлялись новые версии, поддерживается меньшее количество типов медиафайлов.
Windows Media Player впервые появился в составе Internet Explorer 4 SP2 и Windows 98 Second Edition. Его предшественником (в составе Windows 98 First Edition и Windows 95) был «Универсальный проигрыватель» (Media Player). В Универсальном проигрывателе отсутствовали некоторые возможности WMP, такие, как возможность покупать музыку в интернет-магазинах или возможность прослушивания потокового аудио. Первые русифицированные версии WMP (6.0, 6.2) также назывались «Универсальным проигрывателем», что иногда вводило в заблуждение.
Windows XP поставлялся с Windows Media Player 8 (он же «Windows Media Player для Windows XP»), но начиная с SP2 в ней предустановлена версия Windows Media Player 9. Windows Server 2003 поставлялся с Windows Media Player 9, но начиная с SP1 в нём предустановлена версия Windows Media Player 10. Также в системах до Windows Server 2003 включительно при установке Windows Media Player 7-11 версий также устанавливалась копия Windows Media Player 6.4.
Версии 9, 10, 11 имеют режим воспроизведения музыки с панели задач. В 12 версии этот режим отсутствует. Текущая версия Windows Media Player — 12, она выпущена в июле 2009 года и её можно было загрузить с сайта компании. Она планировалась к включению в дистрибутив Windows 7, который поступил в продажу 22 октября 2009 года. Эта версия проигрывателя поддерживает H.264, Xvid и видео DivX, AAC и QuickTime.
В марте 2004 года Европейская комиссия оштрафовала Microsoft на 497 млн евро, а также обязала компанию создать для продажи в Европе версию Windows NT без Windows Media Player (Windows XP N). Microsoft подала на апелляцию, а пока стала выпускать урезанную версию Windows — Windows XP Reduced Media Edition. В ней также можно установить WMP, предварительно загрузив его через Интернет.

## Хронология версий
| дата             | версия               | платформа                                             | поставлялся с                                                                                         |
| ---------------- | -------------------- | ----------------------------------------------------- | --- |
| 9 января 1999    | WMP 6.0              | Windows 95, Windows 98, Windows NT 4.0                | Internet Explorer 4 SP2                                                                               |
| 5 мая 1999       | WMP 6.2              | Windows 95, Windows 98, Windows NT 4.0                | Internet Explorer 5, Windows 98 Second Edition                                                        |
| 22 ноября 1999   | WMP 6.4              | Windows 95, Windows 98, Windows 98 SE, Windows NT 4.0 | Internet Explorer 5.5, Internet Explorer 6, Windows 2000, Windows ME, Windows XP, Windows Server 2003 |
| 17 июля 2000     | WMP 6.3              | Mac OS                                                | |
| 17 июля 2000     | WMP 6.3              | Solaris                                               | |
| 17 июля 2000     | WMP 7                | Windows 95, Windows 98, Windows NT 4.0, Windows 2000  | Windows ME                                                                                            |
| 14 сентября 2000 | WMP 7.1              | Windows 98 Second Edition, Windows 2000, Windows ME   | |
| 12 декабря 2000  | WMP 7                | Pocket PC                                             | |
| 24 июля 2001     | WMP 7.0.1            | Mac OS                                                | |
| 25 октября 2001  | WMP 8                | Windows XP                                            | Windows XP                                                                                            |
| 8 января 2002    | WMP 7.1              | Mac OS                                                | |
| 27 января 2003   | WMP 9                | Windows 98 SE, Windows ME, Windows 2000, Windows XP   | |
| 24 апреля 2003   | WMP 9                | Windows Server 2003                                   | Windows Server 2003                                                                                   |
| 23 июня 2003     | WMP 9                | Pocket PC                                             | |
| 7 ноября 2003    | WMP 9                | Mac OS X                                              | |
| 6 августа 2004   | WMP 9                | Windows XP SP2                                        | Windows XP SP2                                                                                        |
| 2 сентября 2004  | WMP 10               | Windows XP, Windows XP Media Center Edition           | |
| октябрь 2004     | WMP 10 Mobile        | Pocket PC, смартфоны                                  | |
| июль 2006        | WMP 10.3 Mobile      | Pocket PC, смартфоны                                  | |
| ноябрь 2006      | WMP 11.0.5721.5268   | Windows XP                                            | |
| ноябрь 2007      | WMP 11.0.5721.5280   | Windows XP                                            | |
| июль 2015        | WMP 11.0.5721.5293   | Windows XP                                            | |
| январь 2007      | WMP 11.0.6000.6344   | Windows Vista                                         | Windows Vista                                                                                         |
| март 2008        | WMP 11.0.6001.7000   | Windows Vista SP1                                     | |
| апрель 2009      | WMP 11.0.6002.18005  | Windows Vista SP2                                     | |
| 22 октября 2009  | WMP 12.0.7600.16415  | Windows 7                                             | Windows 7                                                                                             |
| 22 февраля 2011  | WMP 12.0.7601.17514  | Windows 7 SP1                                         | |
| 26 ноября 2011   | WMP 11.0.6002.18311  | Windows Vista SP2                                     | |
| 1 августа 2012   | WMP 12.0.9200.16384  | Windows 8                                             | Windows 8                                                                                             |
| 17 октября 2013  | WMP 12.0.9600.16384  | Windows 8.1                                           | Windows 8.1                                                                                           |
| 8 апреля 2014    | WMP 12.0.9600.17031  | Windows 8.1 Update 1                                  | |
| 26 октября 2015  | WMP 12.0.7601.23517  | Windows 7 SP1                                         | |
| 29 июля 2015     | WMP 12.0.10011.16397 | Windows 10 1507                                       | Windows 10                                                                                            |
| 10 ноября 2015   | WMP 12.0.10586.0     | Windows 10 November Update                            | |
| 2 августа 2016   | WMP 12.0.14393.0     | Windows 10 Anniversary Update                         | |
| 11 апреля 2017   | WMP 12.0.15063.0     | Windows 10 Creators Update                            | |
| 17 октября 2017  | WMP 12.0.16299.15    | Windows 10 Fall Creators Update                       | |
| 30 апреля 2018   | WMP 12.0.17134.0     | Windows 10 April 2018 Update                          | |
| 2 октября 2018   | WMP 12.0.17763.1     | Windows 10 October 2018 Update                        | |
| 21 мая 2019      | WMP 12.0.18362.0     | Windows 10 May 2019 Update                            | |
| 12 ноября 2019   | WMP 12.0.18362.418   | Windows 10 November 2019 Update                       | |

## Плагины к проигрывателю
- AC3filter — фильтр, предназначенный для декодирования и обработки звука в реальном времени. Фильтр декодирует форматы аудио AC3/DTS, поддерживает многоканальный и/или цифровой (S/PDIF) выходы.
- Xiph.Org — DirectShow: Xiph’s OpenCodec для декодирования и обработки звука в формате FLAC (поддержка Ogg Vorbis/Speex/Theora).
- WMP Tag Plus — фильтр, интегрированный с проигрывателем Windows Media и библиотекой имеет поддержку тегов музыкальных форматов. Поддержка тегов FLAC, Ogg Vorbis, WavPack, Monkey’s Audio, Musepack и MPEG-4.

## Протокол Media Transfer Protocol
В составе Проигрывателя Windows Media реализован протокол MTP. Он задуман как альтернатива Mass Storage Device для подключения портативных устройств, таких как MP3-плееры. Для работы с данным протоколом необходима версия WMP минимум 10, иначе Windows XP не сможет распознать такое устройство.

## Защита от копирования
При копировании со Звукового компакт-диска Проигрыватель Windows Media предлагал защитить треки защитой. Решение оставалось за пользователем. В дальнейшем, в Windows 10 поддержка этой защиты была удалена. Microsoft предложила пользователям ПО для удаления защиты с ранее самолично скопированных с дисков песен.